# 馬田駅
馬田駅（まだえき）は、福岡県朝倉市馬田にある西日本鉄道（西鉄）甘木線の駅。駅番号はA02。

## 歴史
- 1921年（大正10年）12月8日：三井電気軌道の駅として開業。
- 1924年（大正13年）6月30日：九州鉄道に合併。同社の駅となる。
- 1942年（昭和17年）
  - 9月19日：九州電気軌道に合併。同社の駅となる。
  - 9月22日：九州電気軌道が西日本鉄道に社名変更。
- 2008年（平成20年）5月18日：ICカードnimoca供用開始。
- 2017年（平成29年）2月1日：駅ナンバリングを導入[1]。
- 2021年（令和3年）4月1日：駅集中管理システムを導入[2][3]。

## 駅構造
単式ホーム1面1線を有する地上駅。無人駅となっている。
| ホーム | 路線        | 方向 | 行先                       | 備考 |
| ------ | ----------- | ---- | -------------------------- | ---- |
| 1      | ■西鉄甘木線 | 下り | 甘木方面                   |      |
| 1      | ■西鉄甘木線 | 上り | 宮の陣・久留米・大牟田方面 |      |

## 利用状況
2024年度の1日平均乗降人員は111人で、これは甘木線の駅として、また西鉄の駅の中で最少である。
| 年度               | 1日平均 乗車人員 | 1日平均 乗降人員 |
| ------------------ | ---------------- | ---------------- |
| 2011年（平成23年） |                  | 109              |
| 2012年（平成24年） |                  | 121              |
| 2013年（平成25年） |                  | 120              |
| 2014年（平成26年） |                  | 118              |
| 2015年（平成27年） |                  | 123              |
| 2016年（平成28年） |                  | 116              |
| 2017年（平成29年） |                  | 107              |
| 2018年（平成30年） |                  | 110              |
| 2019年（令和元年） |                  | 110              |
| 2020年（令和02年） |                  | 81               |
| 2021年（令和03年） |                  | 98               |
| 2022年（令和04年） |                  | 110              |
| 2023年（令和05年） |                  | 110              |
| 2024年（令和06年） |                  | 111              |

## 駅周辺
- 朝倉市立馬田小学校
- 馬田郵便局
- イオン甘木ショッピングセンター
- 国道500号
- 鳳凰山 明福寺「浄土真宗本願寺派」

## バス路線
- 甘木観光バス三輪線「馬田小学校前」バス停徒歩2分。

## 隣の駅
西日本鉄道
■甘木線
上浦駅 (A03) - 馬田駅 (A02) - 甘木駅 (A01)